# Гуаймас (муниципалитет)
Гуаймас (исп. Guaymas) — муниципалитет в Мексике, штат Сонора, с административным центром в городе Эройка-Гуаймас. Численность населения, по данным переписи 2020 года, составила 156 863 человека.

## Общие сведения
Название Guaymas было заимствовано от названия индейской деревни народа сери, и его можно перевести как — стреляющие стрелами в голову.
Площадь муниципалитета равна 7945,6 км², что составляет 4,4 % от площади штата, а наиболее высоко расположенное поселение Пало-Фьерро, находится на высоте 428 метров.
Он граничит с другими муниципалитетами Соноры: на северо-западе с Эрмосильо, на севере с Ла-Колорадой, на востоке с Суаки-Гранде, Кахеме и Бакумом, на юге с Сан-Игнасио-Рио-Муэрто и Эмпальме, а на западе берега муниципалитета омываются водами Калифорнийского залива.

## Учреждение и состав
Муниципалитет был образован в 1825 году, по данным 2020 года в его состав входит 351 населённый пункт, самые крупные из которых:
| Код INEGI                  | Населённый пункт                                                                                | Численность населения (2005 год) | Численность населения (2010 год) | Численность населения (2020 год) |
| -------------------------- | ----------------------------------------------------------------------------------------------- | -------------------------------- | -------------------------------- | -------------------------------- |
| 029                        | Всего                                                                                           | 134153                           | 149299                           | 156863                           |
| 0001                       | Эройка-Гуаймас (исп. Heroica Guaymas) 27°55′24″ с. ш. 110°53′22″ з. д. (административный центр) | 101507                           | 113082                           | 117253                           |
| 0325                       | Викам (исп. Vícam (Switch)) 27°38′38″ с. ш. 110°17′43″ з. д.                                    | 8578                             | 9364                             | 9392                             |
| 0202                       | Потам (исп. Pótam) 27°37′31″ с. ш. 110°25′01″ з. д.                                             | 5782                             | 6417                             | 7044                             |
| 0025                       | Сан-Карлос-Нуэво-Гуаймас (исп. San Carlos Nuevo Guaymas) 27°56′54″ с. ш. 111°03′07″ з. д.       | 1560                             | 2264                             | 2508                             |
| 0111                       | Гуасимас (исп. Guásimas (De Belem)) 27°53′10″ с. ш. 110°34′53″ з. д.                            | 1629                             | 1804                             | 1959                             |
| 0271                       | Санта-Клара (исп. Santa Clara) 28°00′29″ с. ш. 110°55′27″ з. д.                                 | 1501                             | 1756                             | 1646                             |
| 0173                       | Ортис (исп. Ortíz) 28°17′13″ с. ш. 110°42′57″ з. д.                                             | 1053                             | 1112                             | 1161                             |
| 0108                       | Гуадалупе (исп. Guadalupe) 28°14′18″ с. ш. 110°40′30″ з. д.                                     | 246                              | 397                              | 1036                             |
| 0307                       | Торим (исп. Tórim) 27°34′44″ с. ш. 110°13′38″ з. д.                                             | 755                              | 771                              | 994                              |
| —                          | Прочие                                                                                          | 11542                            | 12332                            | 13870                            |
| Названия на карте Генштаба |                                                                                                 |                                  |                                  |                                  |

## Экономическая деятельность
По статистическим данным 2000 года, работоспособное население занято по секторам экономики в следующих пропорциях:
- сельское хозяйство, скотоводство и рыбная ловля — 16,9 %;
- промышленность и строительство — 29,5 %;
- торговля, сферы услуг и туризма — 50,7 %;
- безработные — 2,9 %.

## Инфраструктура
По статистическим данным 2020 года, инфраструктура развита следующим образом:
- электрификация: 98,8 %;
- водоснабжение: 81 %;
- водоотведение: 90 %.